# Baitu, Wanzhou
Baitu (kinesiska: 白土) är en köping i sydvästra Kina. Den ligger i stadsdistriktet Wanzhou i storstadsområdet Chongqing, omkring 240 kilometer nordost om det centrala stadsdistriktet Yuzhong. Antalet invånare är 16 790. Befolkningen består av 8 130 kvinnor och 8 660 män. Barn under 15 år utgör 26,0 %, vuxna 15-64 år 61 %, och äldre över 65 år 11,0 %.